# プジョー・407
407（Peugeot 407）は、フランスのプジョーが製造・販売していた自動車である。リュック・ベッソン製作の映画「TAXi4」「Taxi 5（TAXi ダイヤモンド・ミッション）」で登場した事でも有名。

## 概要
2004年に発表、発売開始された。日本では2005年から販売が開始された。
ボディタイプはセダン、SW（ワゴン）、クーペがラインナップされている。スタイリングは、大型のエアインテークグリルと切れ長のヘッドランプが特徴的である。ボディサイズは406より拡大され、セダンが全長4,676mm、全幅1,811mm、全高1,445mmとなっている。
エンジンは1.8L・2.0L・2.2Lの直4、1.6L・2.0LのHDi直4ディーゼル、3.0LのV6、2.7LのHDiV6ディーゼルをラインナップしている。日本導入モデルは2.2L直4と、3.0LV6である。駆動方式はいずれもFF。
トランスミッションは、1.8Lと2.0L、1.6Lディーゼルに5速MT、2.2Lと2.0Lディーゼルに6速MTが、2.0と2.2L、2.0Lディーゼルに4速AT、3.0LV6にアイシン製6速ATがそれぞれ用意されている。ATはいずれもティプトロニック付。
サスペンションは、フロントがモータースポーツ仕込みのダブルウィッシュボーンで、リアが406にも搭載されたマルチリンクとなっている。一般的なダブルウィッシュボーン式サスペンションは、舵に応じて左右に首を振るハブキャリアをそのまま上下のウィッシュボーンで支えているが、407のハブキャリアは2つに分かれており、ウィッシュボーンで支えられる部分は固定され、そこにマウントされた小さなハブキャリアだけが首を振るという極めて特殊な構造とするなど、動きの滑らかさにこだわったプジョーらしいメカニズムを採用している。また、電動パワーステアリング、ABS、EBD、計9つのエアバッグなどの安全装備を搭載し、ユーロNCAPでは5つ星評価を得ている。
ボディは一般的なモノコックであるが、サブフレーム等は軽合金が採用されている。
2007年に、2.2Lエンジンの出力向上などの一部改良を行なった。
2009年2月にマイナーチェンジを実施。ボディ同色バンパーや、新デザインのナビゲーションなどを採用した。また、グレード構成をセダン・SWともに2.2と3.0の2つに整理した。
2011年、607との統合後継車508の登場に伴い、モデル廃止。

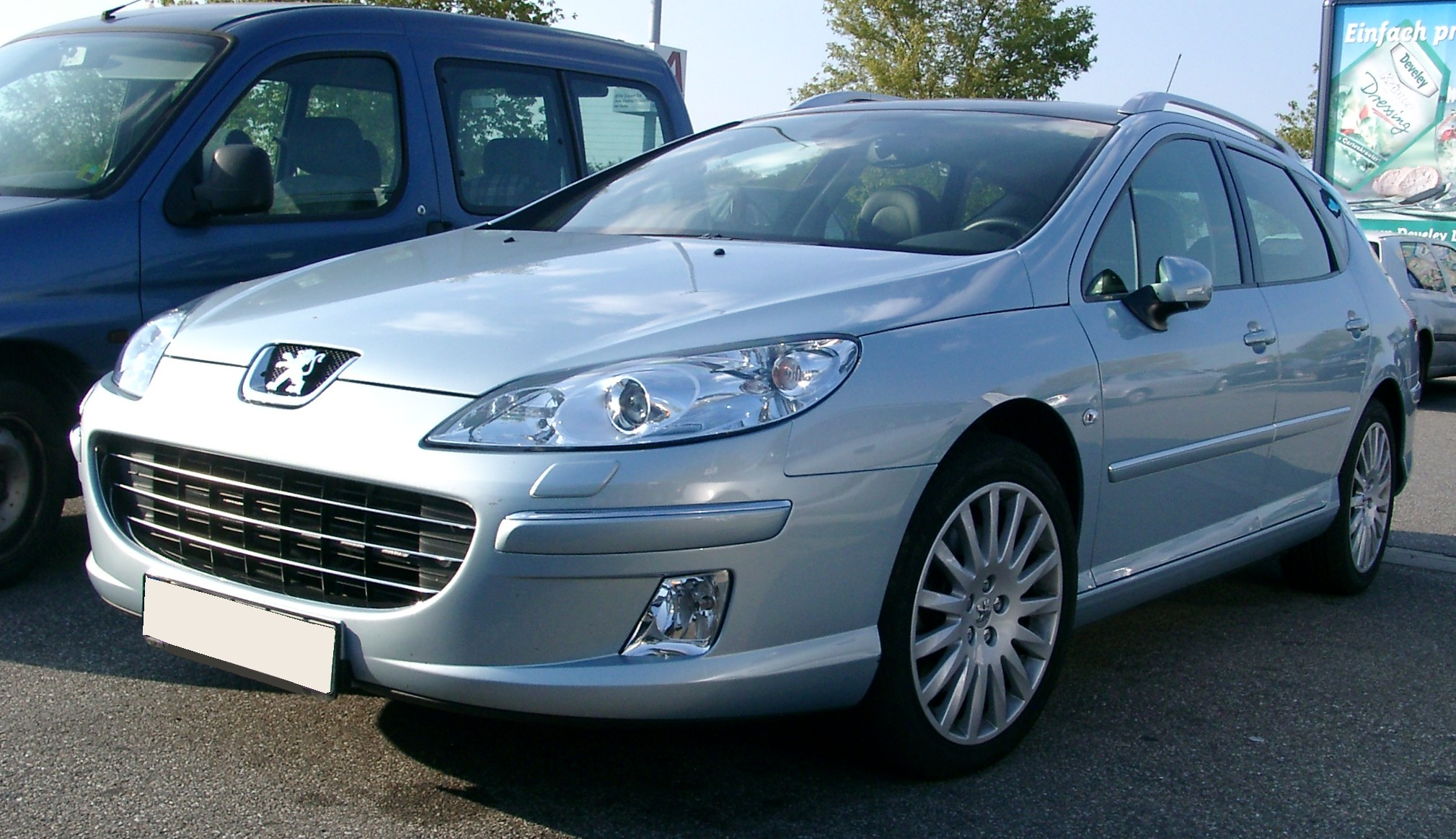
ワゴン
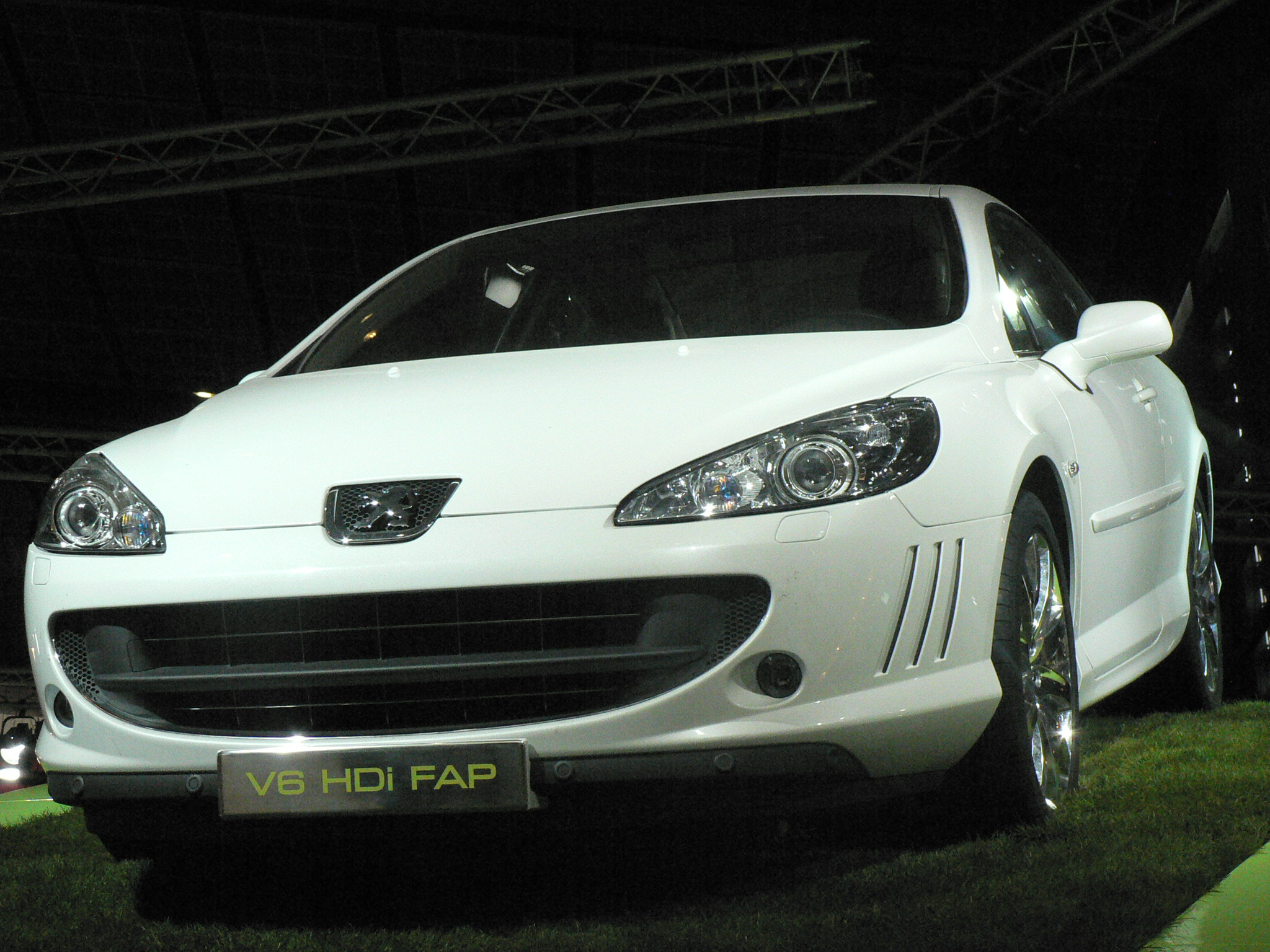
クーペ
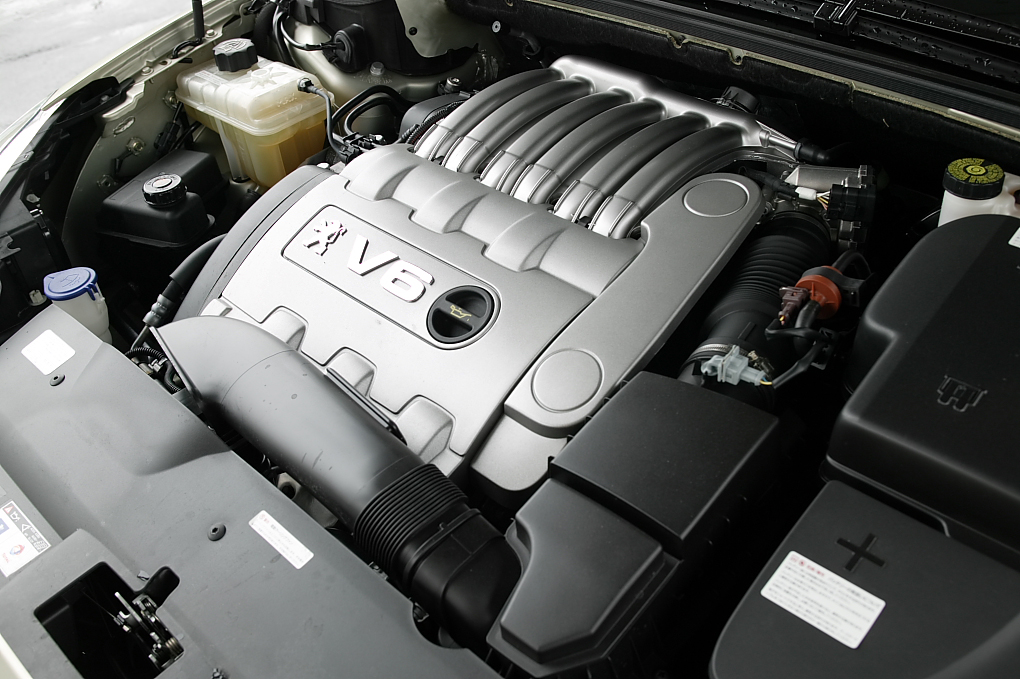
V6エンジン